# 约翰·斯坦勒
约翰·斯坦勒（英語：John Steiner，1941年1月7日—2022年7月31日）是一名英国演员。

## 生平
1941年生于英国柴郡首府切斯特。因其高、瘦、纤弱的体型，斯坦勒加入了皇家戏剧艺术学院，并在BBC工作了几年。斯坦勒曾在一部由诺埃尔·科沃德创作的电视剧Design for Living中饰演了一名主要角色。在那之后，他找到了更多主要与电影有关的工作。60年代后期，斯坦勒受雇参与了意大利式西部片Tepepa的拍摄。他发意大利很需要像自己这样的人，于是搬到了意大利，而且专门出演B级电影中的坏人以及一些商业宣传片。斯坦勒曾在多种风格的影片中亮相，包括恐怖电影和警匪片（police actioners）。他也成为知名意大利制片人丁度·巴拉斯最喜爱的演员之一，并出演了影片《纳粹疯淫史》（与英丽德·图林和Helmut Berger合作），以及Caligula。
一直到80年代后期，斯坦勒的工作需求量都很稳定。曾在1989年上映的奇幻电影辛巴达航行七海中饰演大反派巫师Jaffar。意大利电影协会（Italian film industry）裁员后，斯坦勒于1991年淡出演员行业，并移居到加州，在这里干起了财务代理人。
斯坦勒最近发布了一些自己电影作品的DVD花絮，并接受了一些关于自己的意大利电影作品的采访。
2022年7月31日在拉昆塔遭遇车祸去世，享年81岁。